# Berlin-Falkenberg
Falkenberg este un cartier din sectorul Lichtenberg, Berlin. El se află la periferia estică a orașului fiind mărginit de câmpii.